# Chromatomyia ixeridopsis
Chromatomyia ixeridopsis är en tvåvingeart som beskrevs av Griffiths 1977. Chromatomyia ixeridopsis ingår i släktet Chromatomyia och familjen minerarflugor. Inga underarter finns listade i Catalogue of Life.